# 어효첨
어효첨(魚孝瞻, 1405년 ~ 1475년)은 조선의 문신이다. 본관은 함종(咸從). 자는 만종(萬從), 호는 구천(龜川)이다. 대사헌과 이조판서 등을 역임하고, 판중추부사(判中樞府事)에 이르렀다. 시호는 문효(文孝)이다. 사후 영의정으로 증직(贈職)이 되고 함종부원군(咸從府院君)에 봉해졌다.

## 생애
집현전 직제학(集賢殿直提學) 어변갑(魚變甲)의 아들이다. 어려서부터 학문을 좋아하여 1423년(세종 5) 생원시에 합격하고, 1429년 식년 문과에 급제하여 예문관검열(藝文檢閱)에 선보(選補)되었다. 《태종실록》의 편수에 참여했다. 1443년 집현전교리(集賢殿校理)가 되어 서연(書筵)에서 《예기(禮記)》를 강(講)하면서 제가(諸家)의 요설(要設)을 채집하여 《예기일초(禮記日抄)》를 지으니, 문종(文宗)이 보고 탄상(歎賞)하였다.
어효첨은 풍수지리설을 철저히 배척하였다. 1434(세종 16) 지리설(地理設)을 하는 자가 ‘궁성(宮城)의 북쪽 길에 담[堵]을 쌓아 사람의 왕래를 제한하고, 성내(城內)에 흙을 쌓아 산을 만들며, 명당(明堂)의 물에 더러운 물건을 버리는 것을 금(禁)하게 하소서.’라고 의견을 말하여, 세종(世宗)이 군신(群臣)으로 하여금 회의(會議)하게 하였을 때, 어효첨(魚孝瞻)이 상소(上疏)하여 그 옳지 못함을 극언(極言)하고, 고금(古今)의 학설을 증거로 인용하여 성현(聖賢)의 일로써 질정(質正)하되, 모든 이왕(已往)의 징험을 상고하고 반복(反覆)하여 논변(論辨)하니, 세종이 가상하게 듣고 마침내 술자(術者)의 말을 쓰지 아니하였다.
1446(세종 28) 집현전응교(集賢殿應敎), 1449년 직집현전(直集賢殿)을 역임하였다. 《고려사》의 편수에 참여하여 체재를 기(紀)·전(傳)·표(表)·지(志)로 할 것을 주장해 채택되게 하였다.
1450년 문종(文宗)이 즉위(卽位)하자 사헌 집의(司憲執義)로 탁용(擢用)되어 불교와 음사를 배척하는 소를 올리고 부중(府中)의 음사를 철거하였다.
1453년(단종 1) 판내자시사(判內資寺事)에 전직되었다가 성균관 대사성(成均大司成)을 거쳐 예조 참의(禮曹參議)에 배수되었다. 당시 세조(世祖)가 영의정(領議政)이 되어 노산(魯山)을 위하여 납비(納妃)할 것을 의논하니, 어효첨이 소(疏)를 올려 상중(喪中)에 납비(納妃)함은 마땅하지 못하다는 것을 극력 말하였다. 세조가 의정부의의제(議政府擬議制)를 6조직계제(六曹直啓制)로 변경할 때 어효첨은 세조의 정책에 비판적인 태도를 보였으나, 세조는 어효첨을 가상히 여겼다.
세조 즉위 후 원종공신(原從功臣) 2등에 책록되고, 이조(吏曹)·호조(戶曹)·형조(刑曹)·공조(工曹)의 참판(參判)과 사헌부(司憲府) 대사헌(大司憲)을 역임하였으며, 1459년(세조 4)에 가정대부(嘉靖大夫)에 올랐다.
1463년 이조판서(吏曹判書)로 승진하였다. 하루는 정부(政府)와 육조(六曹)에서 의논하여 잔치를 올리니, 세조가 어효첨에게 술잔을 올리게 하고, 좌우에게 이르기를, ‘이 사람은 내가 공경하고 중하게 여기는 분이며, 일찍이 세종(世宗)에게 천거된 사람이다.’하고, 명하여 자헌대부(資憲大夫) 중추원사(中樞院使)를 더하고 이어서 이르기를, ‘경(卿)은 정직(正直)한 사람이다. 대신(大臣)이 경의 아들 어세겸(魚世謙)을 천거하는 자가 있으니, 내가 가정(家庭)의 교훈이 있음을 안다.’고 하였다.
1466년(세조 11)에 정헌대부(正憲大夫), 1468년에 숭정대부(崇政大夫)에 이어 종1품 숭록대부(崇祿大夫)에 가자(加資)되었다.
1471년 성종이 왕위에 오르고 좌리원종공신 2등으로 책록되었다.
1474년(성종 5) 판중추부사(判中樞府事)로서 봉조하(奉朝賀)가 되었다. 1475년 71세의 나이로 졸(卒)하였다. 시호(諡號)를 문효(文孝)라 하였는데, 경직(敬直)하고 자혜(慈惠)로운 것이 문(文)이고, 덕(德)을 지니고 간사하지 않은 것이 효(孝)이다.
어효첨은 성품이 순박하여 번화함을 좋아하지 않았으며, 성색(聲色)을 좋아하지 아니하고 어버이를 섬기어 효도하였다. 관직에 임하면 부지런하고 삼가하여 이단(異端)에 미혹(迷惑)되지 아니하고, 모든 음양(陰陽)·풍수(風水)·신불(神佛)·사벽(邪僻)하는 일은 일찍이 힘써 물리쳤다.

## 가족
- 조부 : 목사 어연(魚淵)
  - 아버지 : 직제학 어변갑(魚變甲)
- 외조부 : 직제학 성사제(成思齊)
  - 어머니 : 창녕 성씨(昌寧成氏)
- 처부 : 좌의정 박은(朴訔)
  - 부인 : 반남 박씨(潘南朴氏)
    - 아들 : 좌의정 어세겸(魚世謙)
    - 며느리 : 첨지중추부사(僉知中樞府事) 구달충(具達忠)의 딸
      - 손자 : 어맹렴(魚孟濂)

    - 아들 : 호조판서 어세공(魚世恭)
    - 며느리 : 참의(參議) 김형손(金亨孫)의 딸
    - 사위 : 첨지(僉知) 류숙(柳塾)
    - 사위 : 부승(府丞) 윤지강(尹之崗)